# Haagbeek (België)
De Haagbeek of Leisbeek is een beek in de Belgische provincie Antwerpen die ontspringt in Onze-Lieve-Vrouw-Waver.
Van hieruit stroomt ze naar het natuurgebied de Brede Zijpe te Koningshooikt. Ter hoogte van de Beukheuvel vormt ze de natuurlijke grens tussen deze Lierse deelgemeente en Duffel, alwaar ze ter hoogte van de Wandelingstraat de Helleveldenloop ontvangt. Niet veel later mondt ze uit in de Itterbeek.